# Мали мишоухи вечерњак
Мали мишоухи вечерњак (лат. Myotis blythii) је врста слепог миша из породице вечерњака (лат. Vespertilionidae).

## Опис врсте
M. blythii је крупна врста, слична по величини врсти M. myotis. Карактеришу је тамна, браон дорзална страна тела, као и светло сива вентрална страна тела, доста светлија у односу на друге врсте рода Myotis. Трагус је блед целом дужином, без тамне површине при врху.

## Распрострањење
Врста је присутна у Азербејџану, Албанији, Алжиру, Анголи, Андори, Аустрији, Авганистану, Бангладешу, Босни и Херцеговини, Бугарској, Бутану, Гибралтару, Грузији, Грчкој, Израелу, Индији, Ираку, Ирану, Италији, Јерменији, Јордану, Казахстану, Кини, Кипру, Киргистану, Либану, Либији, Мађарској, Македонији, Мароку, Молдавији, Монаку, Монголији, Немачкој, Непалу, Пакистану, Пољској, Португалу, Румунији, Русији, Сан Марину, Сирији, Словачкој, Словенији, Србији, Таџикистану, Туркменистану, Турској, Украјини, Француској, Хрватској, Црној Гори, Чешкој, Швајцарској и Шпанији.

## Станиште
Мали мишоухи вечерњак има станиште на копну. Врста живи у пећинским стаништима. Преферирају отворена, термофилна станишта, пашњаке, ливаде и агроекосистеме. Избегава затворенија шумска станишта у којима је чешћи M. myotis.
Склоништа проналази у пећинама, поготово на југу ареала где се скоро искључиво налазе у њима. Поред пећина мужијаци су налажени и у бункерима. На северу ареала летња и породиљска склоништа проналазе на таванима.

## Угроженост
Ова врста има неколико стабилних популација (Балкан, Турска, Француска). Meђутим, иако је на IUCN листи у категорији најмање забринутости, у већем делу њеног ареала бројност ове врсте опада (Шпанија, Португалија, Румунија, Мађарска).

### Фактори угрожавања
Највећи проблем представљају узнемиравања у склоништима и промене у екосистемима (поготово нагле промене у агроекосистемима и губитак изворних шумско-степских станишта). Поред овога, у појединим државама туристи и спелолози највише узнемиравају колоније у пећинама.

### Популациони тренд
Популација ове врсте се смањује, судећи по расположивим подацима.